# Guix (construcció)
|  | Per a altres significats, vegeu «Guix (desambiguació)». |

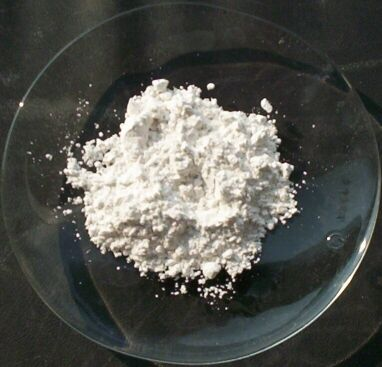
Guix industrial (sulfat càlcic hemihidratat)

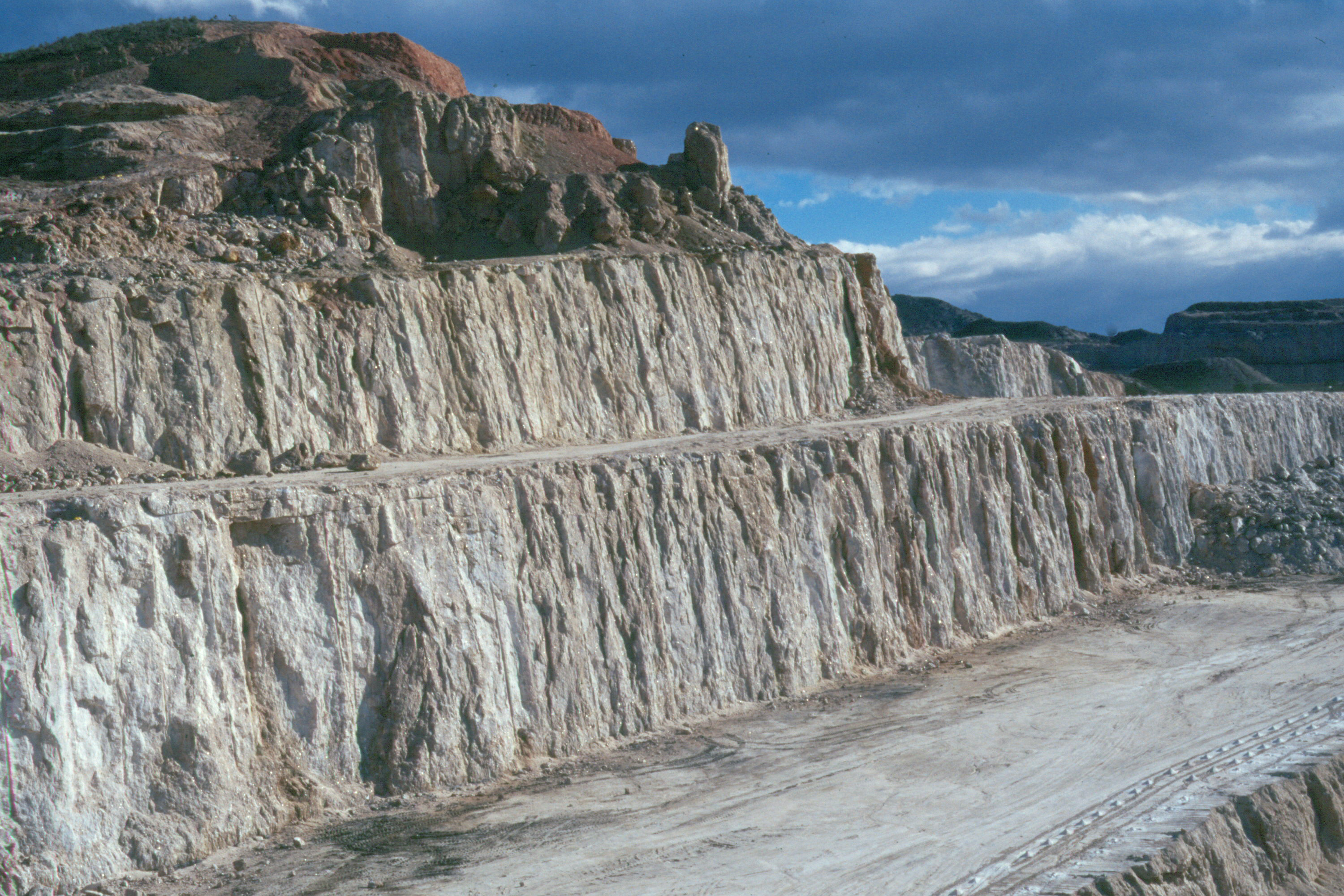
Cantera de guix.

El guix en la construcció i en altres usos és un material similar al morter o al ciment. Com aquests altres dos materials, el guix és en inici una pols provinent del mineral del mateix nom, que després es barreja amb aigua per formar una pasta que quan s'endureix (pren) allibera calor. Al contrari que el morter i el ciment, el guix roman força tou després de posar-ho i es pot manipular fàcilment amb eines de metall o fins i tot paper de vidre. Aquestes característiques el fan adequat per acabaments.

## Història de la utilització
El guix és un dels més antics materials emprat en construcció. En el Neolític, amb la sedentarització, va començar a elaborar-se guix calcinant ges, i a utilitzar-lo per unir les peces de maçoneria, segellar les juntes dels murs i per revestir els paraments dels habitatges, substituint al morter de fang. En Çatal Hüyük, durant el mil·lenni IX aC., trobem guarnits de guix i calç, amb restes de pintures al fresc. En l'antiga Jericó, en el mil·lenni VI aC., es va usar guix modelat.

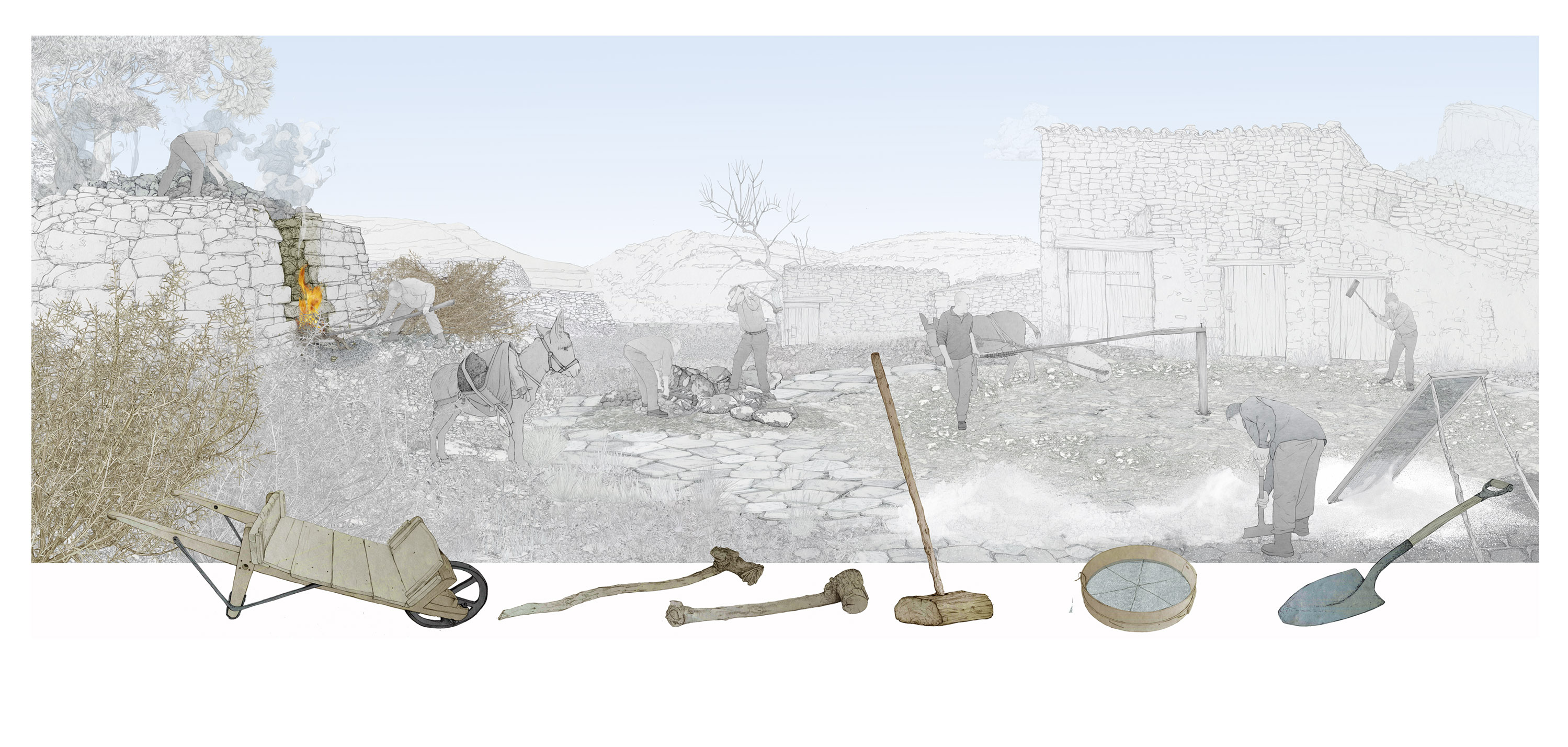
Treballs de la calç i el guix. Museu Valencià d'Etnologia.

En l'antic Egipte, durant el tercer mil·lenni a. C., es va emprar guix per segellar les juntes dels blocs de la Gran Piràmide de Guiza, i en multitud de tombes com a revestiment i suport de baix relleus pintats. El palau de Cnossos conté revestiments i sòls elaborats amb guix.
L'escriptor grec Teofrast, en el seu tractat sobre la pedra, descriu el guix (gipsos), els seus jaciments i les maneres d'ocupació com arrebossat i per a ornamentació. També van escriure sobre les aplicacions del guix Cató i Columel·la. Plini el Vell va descriure el seu ús amb gran detall. Vitruvi, arquitecte i tratadista romà, en els seus Deu llibres sobre arquitectura, descriu el guix (gypsum), encara que els romans van emprar normalment morters de calç i ciments naturals.
Els sassànides van utilitzar profusament el guix en obra de paleta. Els omeies van deixar mostres de la seva ocupació en els seus alcàssers sirians, com a revestiment i fins i tot en arcs prefabricats.
La cultura musulmana va difondre a Espanya l'ocupació del guix, àmpliament adoptada a la vall de l'Ebre i sud d'Aragó, deixant belles mostres de la seva ocupació decorativa en l'art de les zones d'Aragó, Toledo, Granada i Sevilla.
Durant l'edat mitjana, principalment a la regió de París, es va emprar el guix en revestiments, forjats i envans. En el Renaixement per a decoració. Durant el període Barroc va ser molt utilitzat l'estuc de guix ornamental i la tècnica del staff, molt emprada en el Rococó.

## Elaboració

### Estat natural
En estat natural el ges, pedra de guix o guix cru, conté 79,07 % de sulfat de calci anhidre i 20,93 % d'aigua i és considerat una roca sedimentària, incolora o blanca en estat pur, no obstant això, generalment presenta impureses que li confereixen variades coloracions, entre les quals trobem l'argila, òxid de ferro, sílice, calcària, vermiculita, etc.
En la naturalesa es troba l'anhidrita o karstenita, sulfat càlcic, CAS₄, presentant una estructura compacta i sacaroïdal, que absorbeix ràpidament l'aigua, ocasionant un increment en el seu volum fins a de 30 % o 50 %, sent el pes específic 2,9 i la seva duresa és de 2 en l'escala de Mohs.
També es pot trobar en l'estat natural la bassanita, sulfat càlcic hemihidratat, CaSO₄·½H₂O, encara que és rarament possible, per ser més inestable.

### Procés
El guix natural, o sulfat càlcic bihidrat CaSO₄·2H₂O, està compost per sulfat de calci amb dues molècules d'aigua d'hidratació.
Si s'augmenta la temperatura fins a aconseguir el despreniment total d'aigua, fortament combinada, s'obtenen durant el procés diferents guixos emprats en construcció, els que d'acord amb les temperatures creixents de deshidratació poden ser:
- Temperatura ordinària: pedra de guix, o sulfat de calci bihidrat: CaSO₄· 2H₂O.
- 107 °C: formació de sulfat de calci hemihidrat: CaSO₄·½H₂O.
- 107–200 °C: dessecació de l'hemihidrat, amb enduriment més ràpid que l'anterior: guix comercial per a estuc.
- 200–300 °C: guix amb lleuger residu d'aigua, d'enduriment lentíssim i de gran resistència.
- 300–400 °C: guix d'enduriment aparentment ràpid, però de molt baixa resistència.
- 500–700 °C: guix anhidre o extra bullit, d'enduriment lentíssim o nul: guix mort.
- 750–800 °C: comença a formar-se el guix hidràulic.
- 800–1000 °C: guix hidràulic normal, o de paviment.
- 1000–1400 °C: guix hidràulic amb major proporció de calç lliure i enduriment més ràpid.

## Usos

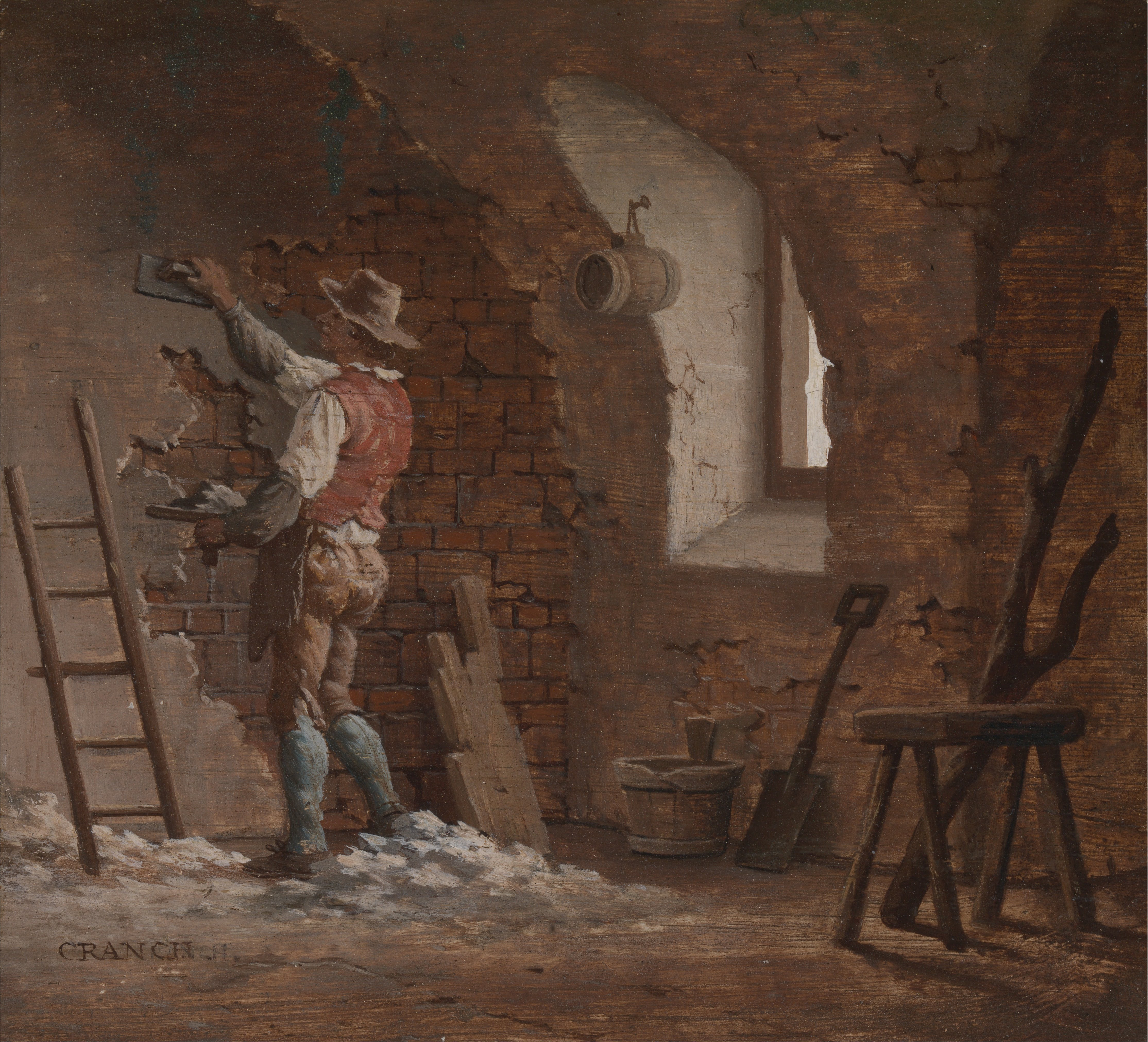
Arrebossat amb guix (1807)

El guix s'utilitza profusament en construcció com a pasta per guarnits, arrebossats i arrebossats; com a pasta d'unió i de juntes. També s'utilitza per obtenir estucats i en la preparació de superfícies de suport per a la pintura artística al fresc.
Prefabricat, com a panells de guix (Dry Wall o Sheet rock) per a envans, i escaiola per a sostres.
S'usa com aïllant tèrmic, ja que el guix és mal conductor de la calor i l'electricitat.
Per confeccionar motlles de dentadures, en odontologia. Per a usos quirúrgics en forma de fèrula per immobilitzar un os i facilitar la regeneració òssia en una fractura.
En els motlles utilitzats per a preparació i reproducció d'escultures.
En l'elaboració de guixos per a escriptura.
En la fabricació de ciment.
En la fabricació de tofu.

### Natural polvoritzat
Per millorar les terres agrícoles, ja que la seva composició química, rica en sofre i calci, fa del guix un element de gran valor com a fertilitzant i també en la correcció de sòls, encara que en aquest cas s'empra el mineral polvoritzat i sense forjar perquè els seus components es puguin dispersar en el terreny.
Així mateix, una de les aplicacions més recents del guix és la "remediació ambiental" en sòls, això és, l'eliminació d'elements contaminants dels mateixos, especialment metalls pesants.
Ajuda a substituir el sodi per calci i permet que el sodi dreni i no afecti les plantes. Millora l'estructura del terreny i aporta calci sense augmentar el pH, com faria la calç.
De la mateixa forma, la pols de guix cru s'empra en els processos de producció del ciment Portland, on actua com a element retardador de l'enduriment.
S'utilitza per obtenir àcid sulfúric.
També s'usa com a material fundent en la indústria, sota temperatures superiors als 4.000 °C.

### Guix agrícola
El guix agrícola és un mineral comú que es pot utilitzar com a esmena i fertilitzant. La seva composició varia de 17-20 % de Calci (Ca) i de 14-18 % de sofre (S). En el sòl, els productes finals de la dissolució del guix són Ca2+ i SO₄2-, que participen en les reaccions d'intercanvi catiònic i aniònic, formació de complexos iònics i precipitats. És important esmentar que aquest compost no modifica el pH del sòl, ja que el seu valor neutralitzant és zero, però està molt bé documentat els beneficis que té en l'arrel, a causa que millora l'ambient radicular, permetent l'adequat creixement i desenvolupament de les arrels de les plantes.

## Tipus de guix en construcció
Els guixos de construcció es poden classificar en:

### Artesanals, tradicionals o multi-fases
- El guix negre és el producte que conté més impureses, de gra gruixut, color gris, i amb el qual es dona una primera capa d'arrebossat.
- El guix blanc amb poques impureses, de gra fi, color blanc, que s'usa principalment per a l'arrebossat més exterior, d'acabat.
- El guix vermell, molt apreciat en restauració, que presenta aquest color vermellós a causa de les impureses d'altres minerals.

### Industrials o de forn mecànic
- Guix de construcció (bifase)
  - Gruix
  - Fi
- Escaiola, que és un guix de més qualitat i gra més fi, amb puresa major del 90 %.

### Amb additius
- Guix controlat de construcció 
  - Gruixut
  - Fi
- Guixos fins especials
- Guix controlat alleugerit
- Guix d'alta duresa superficial
- Guix de projecció mecànica
- Guix alleugerit de projecció mecànica
- Guixos-cua i adhesius.

### Establerts en la Norma RY-85
Aquesta Norma espanyola estableix tipus de guix, constitució, resistència i usos.
Guix Gruixut de Construcció, designat YG
Constituït fonamentalment per sulfat de calci semihidrat i anhidrita II artificial amb la possible incorporació d'additius reguladors de l'enduriment.
Ús
Per a pasta d'unió en l'execució de paredats en revestiments interiors i com conglomerant auxiliar en obra.
Guix Fi de Construcció, designat YF
Constituït fonamentalment per sulfat de calci semihidrat i anhidrita II artificial amb la possible incorporació d'additius reguladors de l'enduriment.
Ús
Per arrebossats, refils o blanquejos sobre revestiments interiors (guarnits o esquerdejats)
Guix de Prefabricats, designat YP
Constituït fonamentalment per sulfat de calci semihidrat i anhidrita II artificial amb major puresa i resistència que els guixos de construcció YG i YF
Ús
Per a l'execució d'elements prefabricats per a envans.
Escaiola, designada E-30
Constituïda fonamentalment per sulfat de calci semihidrat amb la possible incorporació d'additius reguladors de l'enduriment amb una resistència mínima a flexotracció de 30 kp/cm²
Ús
En l'execució d'elements prefabricats per a envans i sostres.
Escaiola Especial, designada E-35
Constituïda fonamentalment per sulfat de calci semihidrat amb la possible incorporació d'additius reguladors de l'enduriment amb una resistència mínima a flexotracció de 35 kp/cm²
Ús
en treballs de decoració, en l'execució d'elements prefabricats per a sostres i en la posada en obra d'aquests elements.

## Aspectes de seguretat
La reacció química que ocorre quan el guix es barreja amb aigua és exotèrmica. Quan forja el guix, pot aconseguir temperatures de més de 60 °C i, en grans quantitats, pot cremar la pell. Al gener de 2007, una estudiant de secundària a Lincolnshire, Anglaterra va sofrir cremades de tercer grau s després de tancar les seves mans en un baldi de guix com a part d'un projecte d'art escolar. Les cremades eren tan greus que va requerir amputació de tots dos polzes i sis dels seus dits.
Algunes variacions de guixos que contenen sílex o (abans de la seva prohibició amiant) en pols poden presentar riscos per a la salut si s'inhalen. Les persones que treballin regularment amb guix que contingui aquests additius han de prendre precaucions per evitar inhalació de guix en pols, guarit o sense guarir.
Les persones poden estar exposades al guix en el lloc de treball en inhalar-ho, empassar-ho, contacte amb la pell i contacte amb els ulls. L'Occupational Safety and Health Administration (OSHA, Administració de Salut i Seguretat Ocupacional) dels EUA ha establert el límit legal (límit d'exposició permissible) per a l'exposició al guix de París en el lloc de treball en 15 mg/m  3  exposició total i 5 mg/m  3  exposició respiratòria durant una jornada laboral de 8 hores. El National Institute for Occupational Safety and Health (NIOSH, Institut Nacional per a la Seguretat i Salut Ocupacional) dels EUA ha establert un Límit d'exposició recomanat (REL) de 10  mg/m 3 exposició total i 5 mg/m m  3  exposició respiratòria durant una jornada laboral de 8 hores.

## Ús odontològic

### Guix Corrent o Tipus I
És el més feble dels guixos, a causa de la grandària i forma de les seves partícules. Es genera escalfant en forn obert a més de 100 °C. És el que necessita més quantitat d'aigua, i pel mateix és més porós i feble. Anteriorment s'usava per a la presa d'impressions en pacients edèntols, però va ser reemplaçat per materials menys rígids com els hidrocoloides i elastòmers. Aquest guix s'utilitza principalment com a impressió final(impressió de rentat) per a la fabricació de pròtesis completes.

### Guix París o Tipus II
És una mica més compacte i dur que el Tipus I. Es genera enfornant en autoclau tancada a 128 °C. Les seves partícules són més petites i regulars que el tipus I, pel mateix, menys porós i fràgil. També anomenat "Taller" o Hemihidrat Beta. És el més emprat en odontologia, s'utilitza per realitzar muntatges en articulador i per realitzar els emmuflats de cocció en la confecció de pròtesi.

### Guix extradur
Tipus III o PedraS'escalfa a més de 125 °C, sota pressió i en presència de vapor. És encara més dur que el tipus II, amb partícules més regulars i fines, per la qual cosa necessita menys aigua per forjar. És molt menys porós que els altres dos, menys fràgil, per la qual cosa s'usa per a models preliminars d'estudi. També és anomenat Hemihidrao Alfa.
Tipus IV o DensitaÉs igual al guix tipus III, però se li agreguen algunes resines que li milloren característiques com a porositat, percentatge d'absorció d'aigua, etc. S'utilitza per treballar directament en ell i per a la realització d'encunys. Les seves partícules més fines li atorguen una millor precisió en el copiat de superfícies. L'aigua de cristal·lització és eliminada bullint el mineral en una solució de Clorur de Calci (CaCl) al 30 %. Posteriorment, el CaCl és eliminat amb aigua a 100 °C. No es produeix Dihidrat, ja que a aquesta temperatura la solubilitat és zero.
Tipus V o SintèticÉs el més dur de tots amb un percentatge resinós alt, les seves característiques són òptimes, és a dir, altament dur i resistent, no és porós i no absorbeix molta aigua. És el més resistent de tots, però el seu alt cost limita el seu ús a la realització de models d'exhibició.

### Galeria

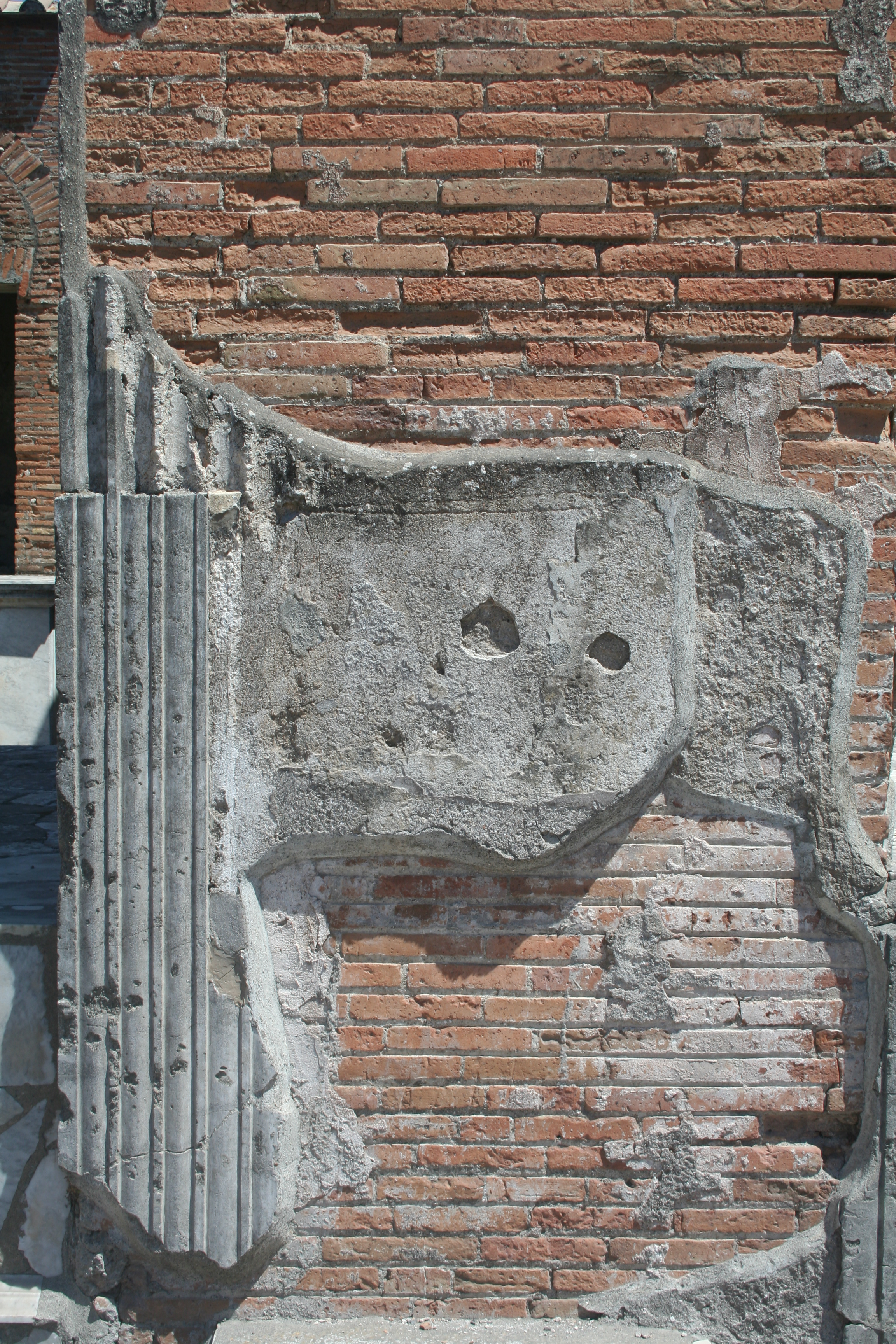
Treball en guix a Pompeia (79 AD)
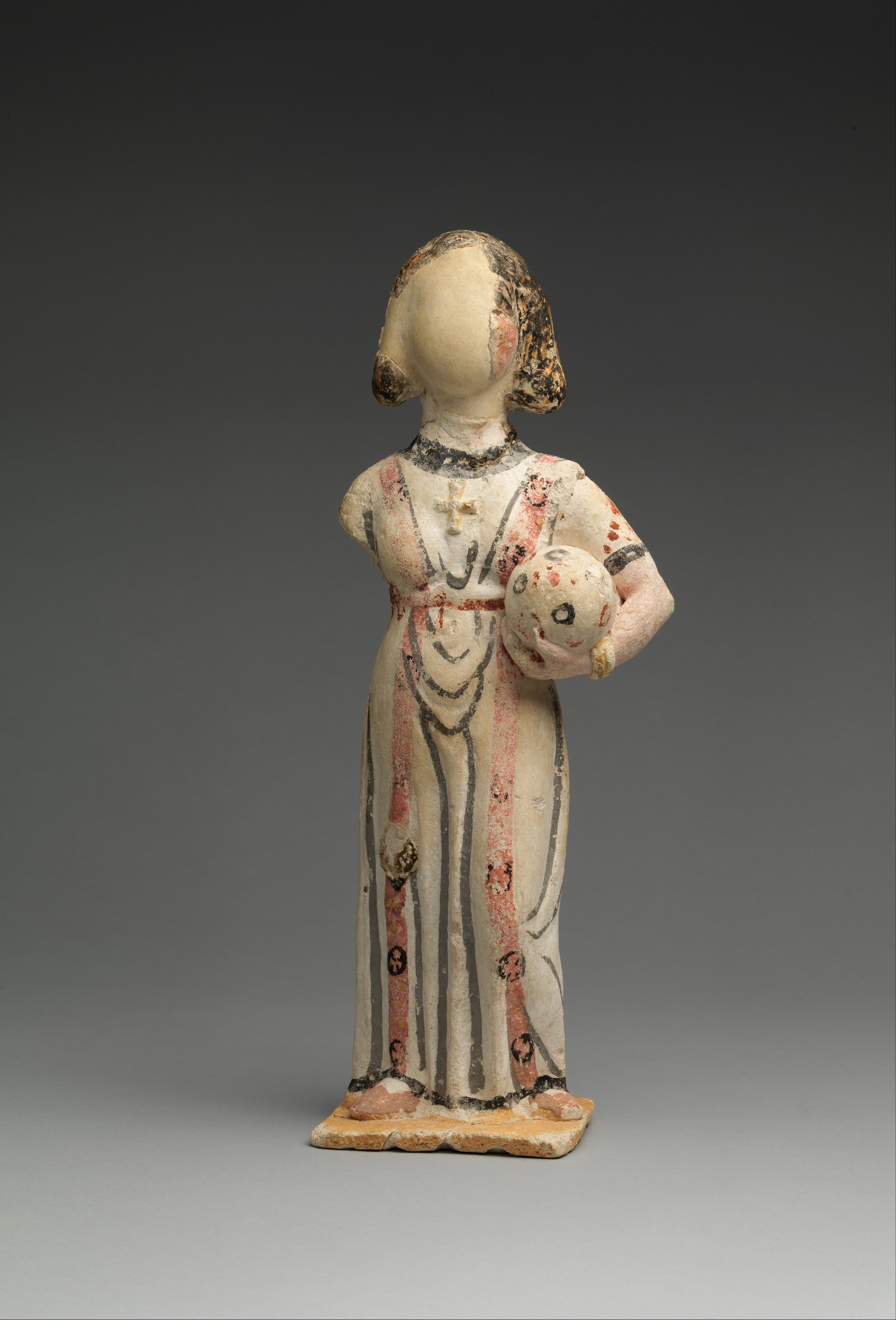
Figura de dona; segle v; guix pintat; alçada: 38.4 cm (15"), amplada: 14.7 cm (6"), fons: 9.6 cm (4"); Metropolitan Museum of Art
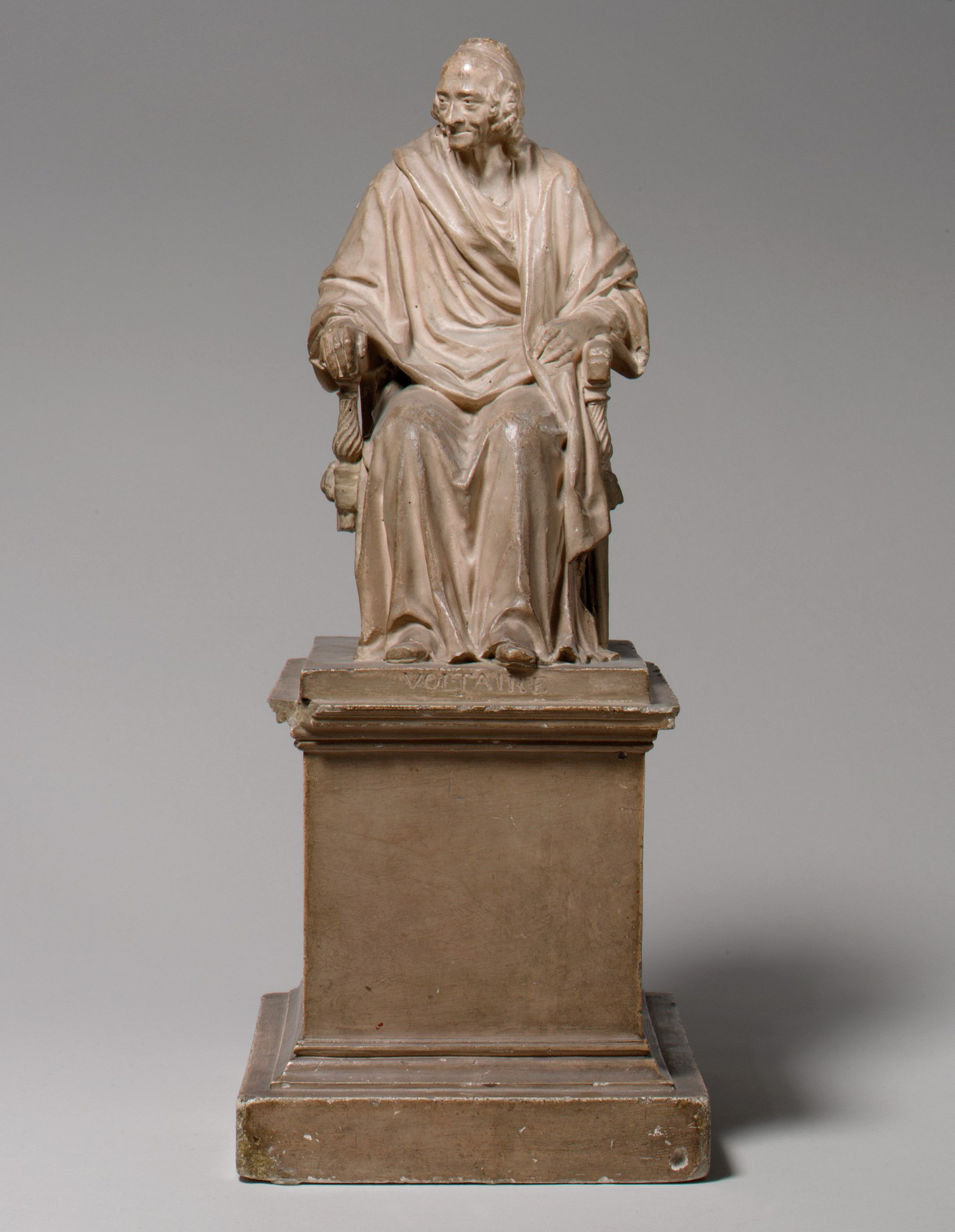
Voltaire assegut; de Jean-Antoine Houdon; 1778; guix, tintat tot imitant terracota; Mides: 35.6 x 14.6 x 20 cm (14" x 5¾" x 8"); Metropolitan Museum of Art
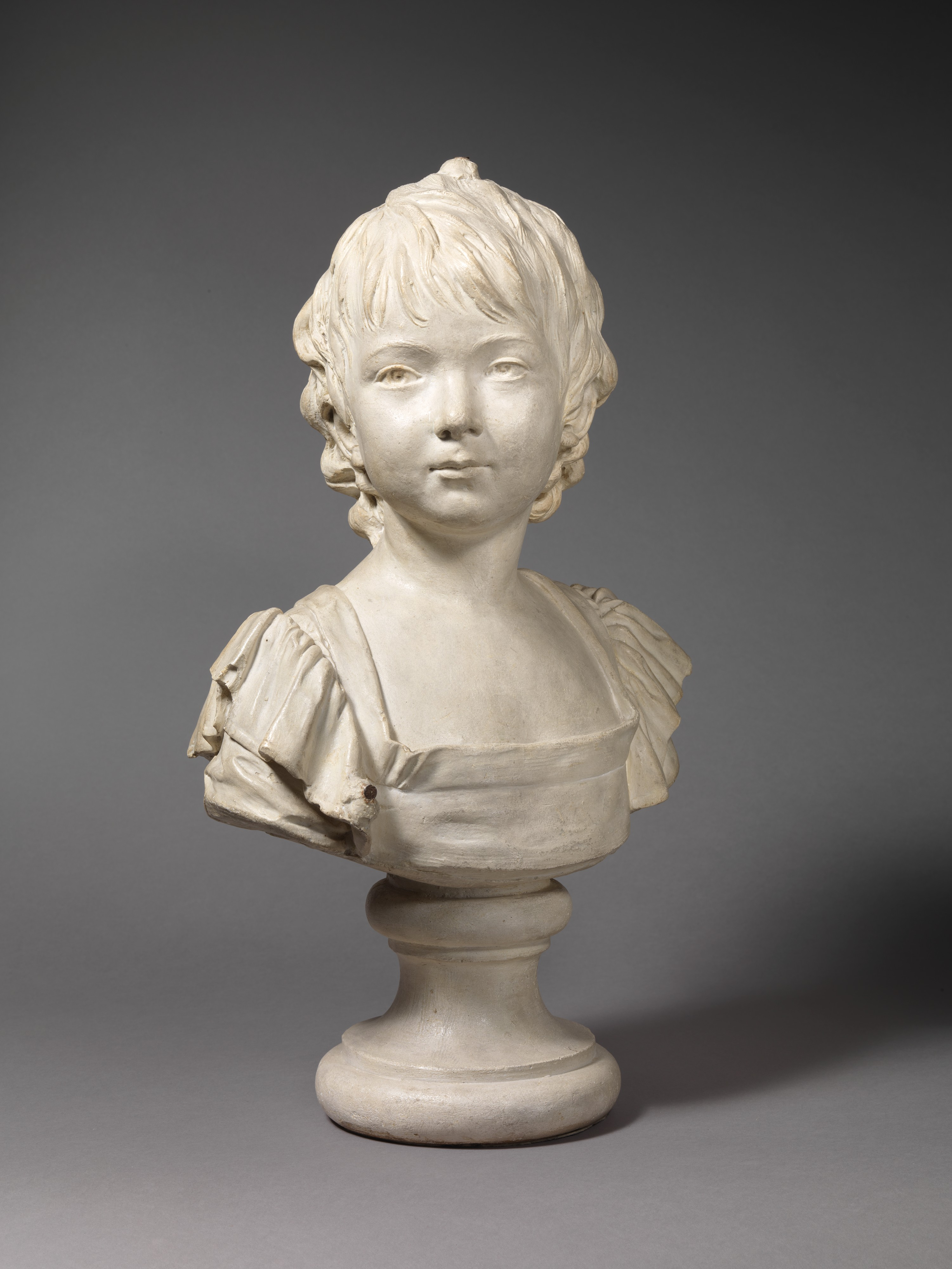
Dona jove; 1779–1780;guix; alçada: 36.8 cm (14½"); Metropolitan Museum of Art
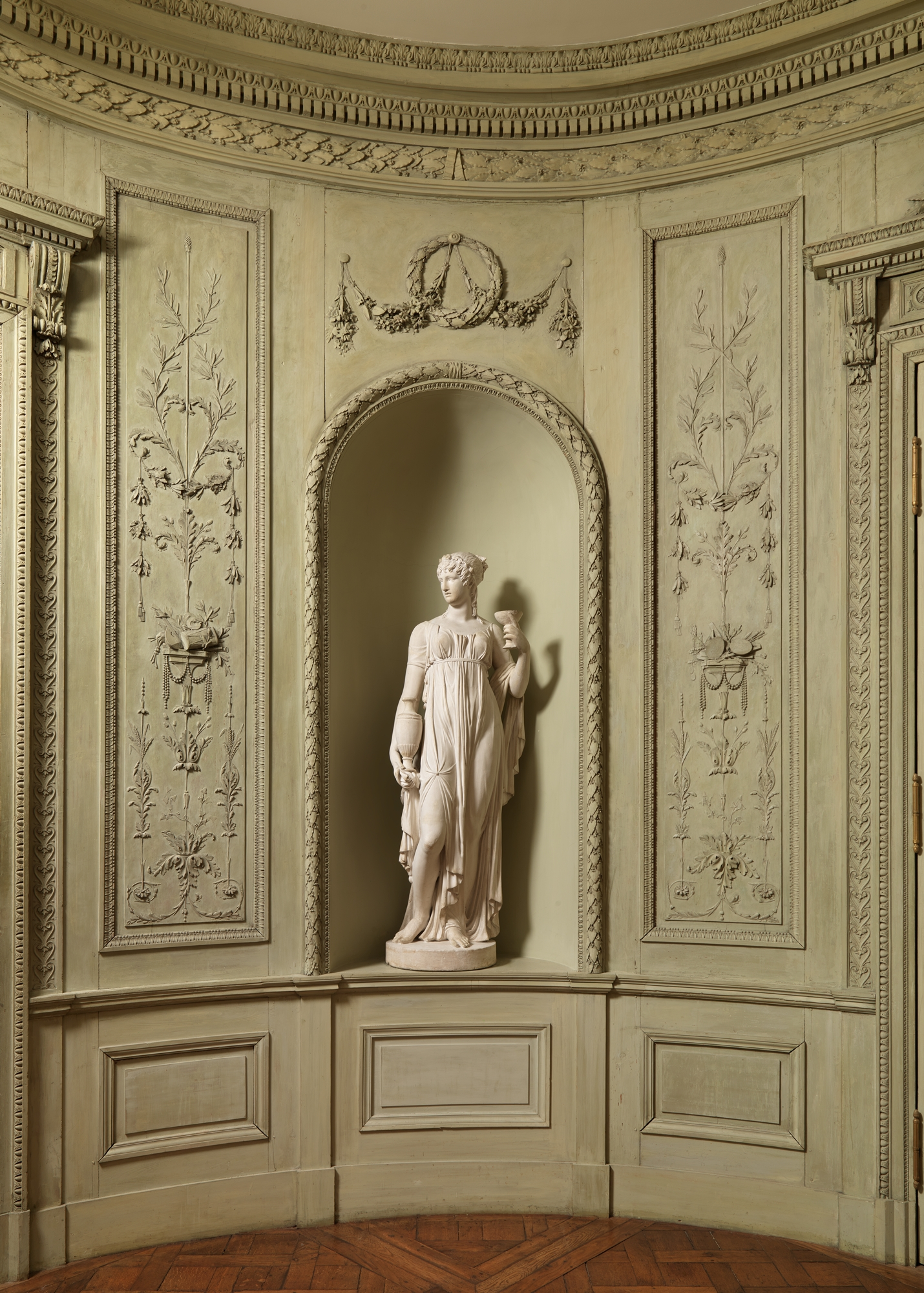
Nimfa; 1805–1810; guix;alçada: 155.6 cm (5'1¼"); Metropolitan Museum of Art
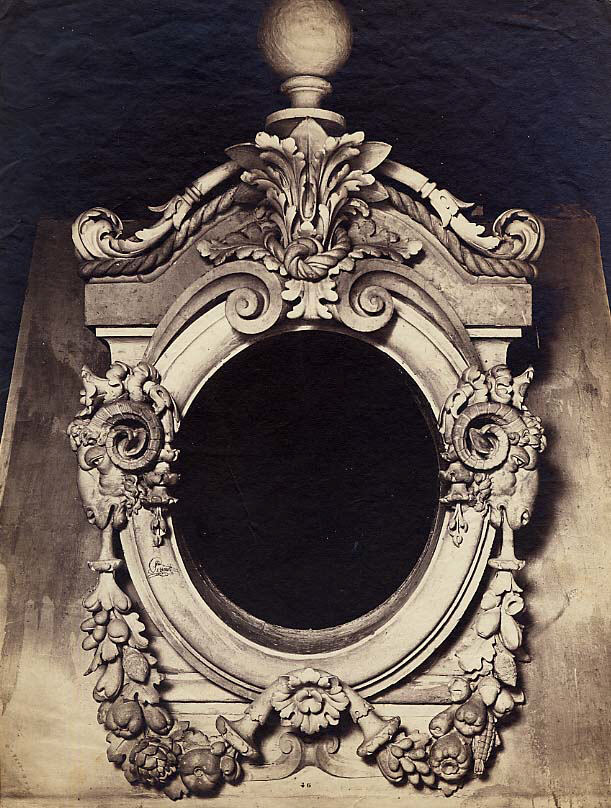
Foto d'un model ornamental de guix del Nouveau Louvre; circa 1856; Metropolitan Museum of Art
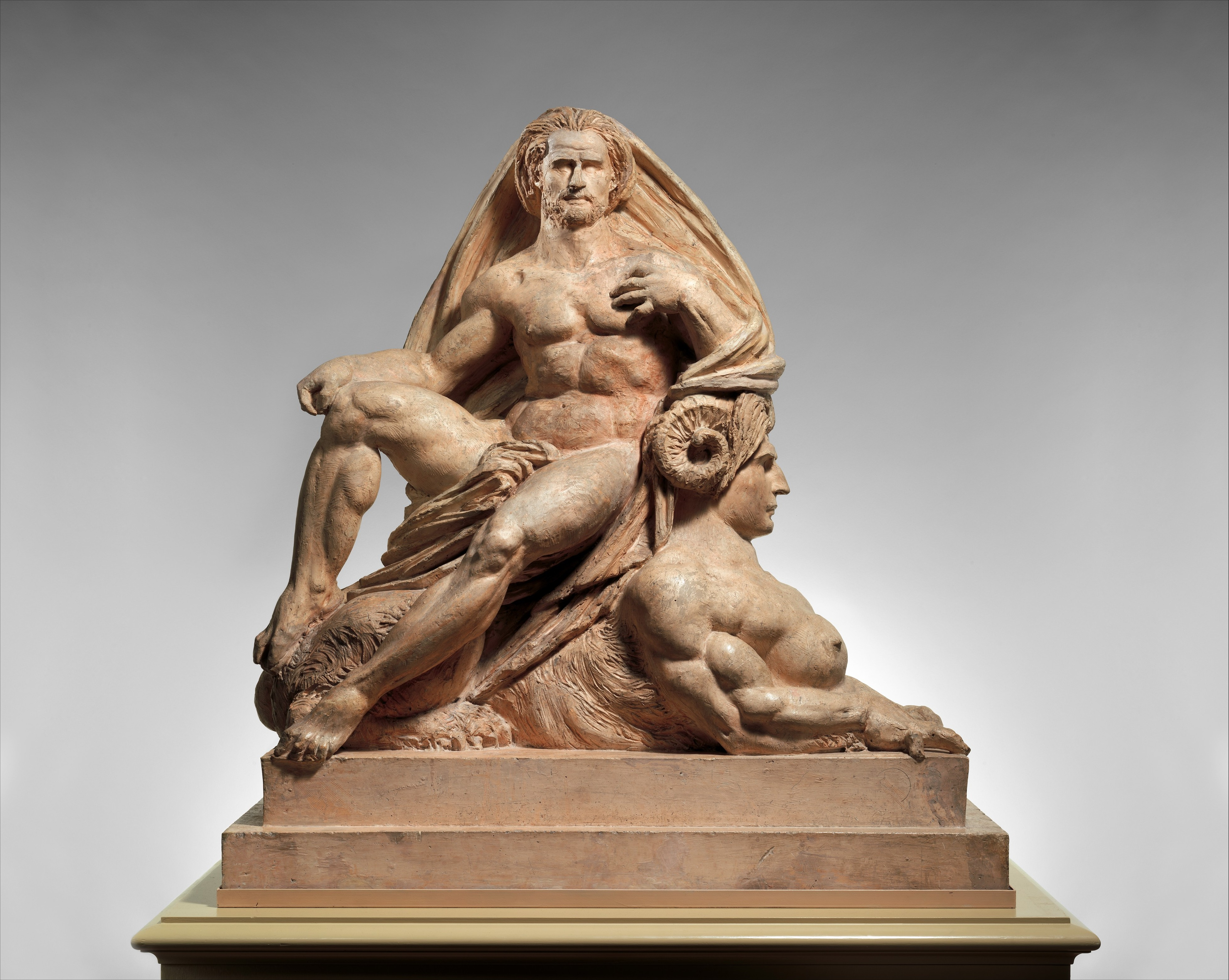
Jupiter i la Sphinx; 1868; guix tintat; 116.8 × 112.1 × 60.3 cm (3'10" x 3'8" x 1'11¾"); Metropolitan Museum of Art
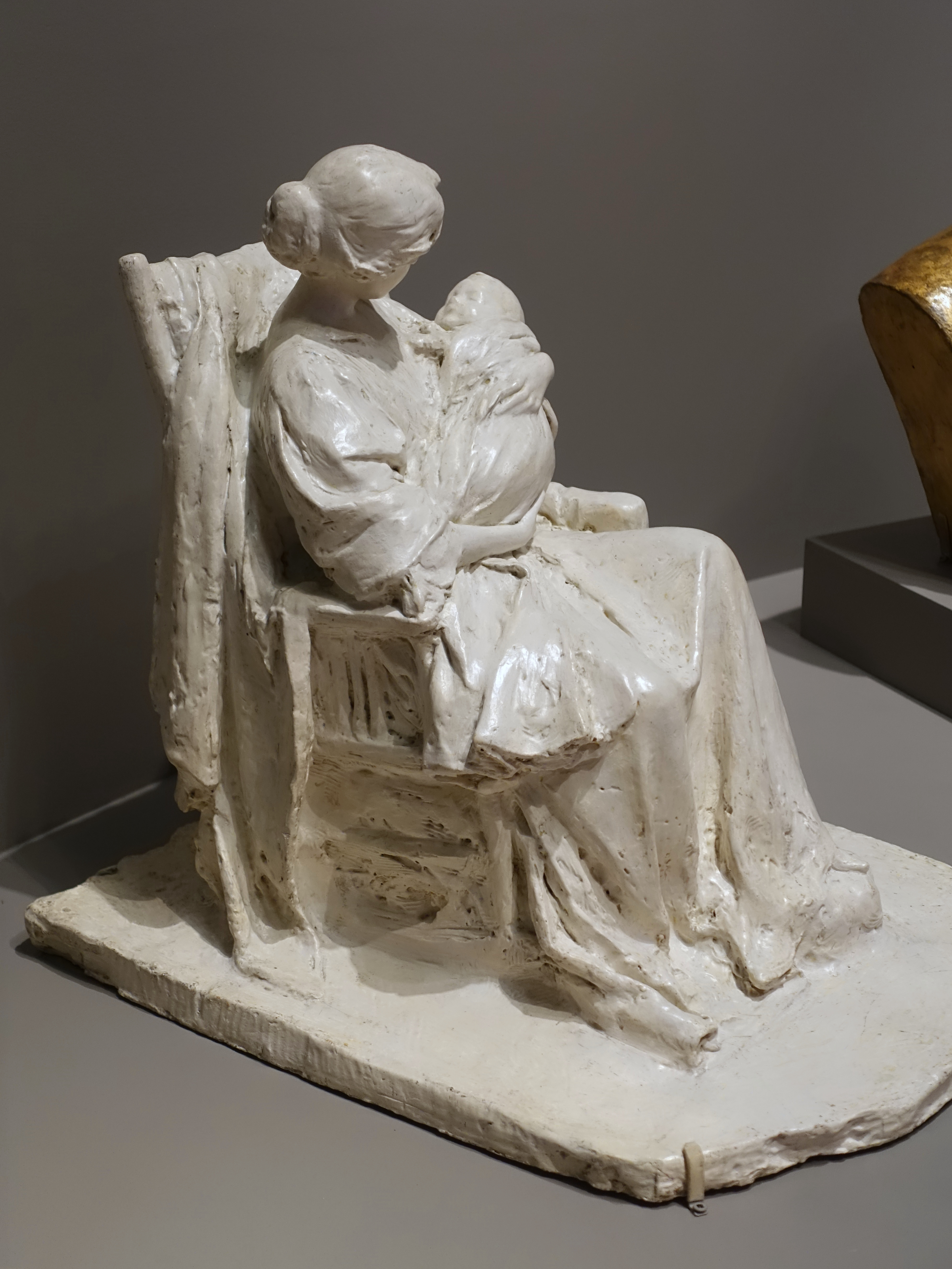
La Jove Mare; per Bessie Potter Vonnoh; circa 1896; guix; Museum d'Art de Portland, US)